# Serieåret 1894

## Födda
- 10 juli - Elov Persson (död 1970), svensk serietecknare, Kronbloms skapare.
- 8 december - James Thurber (död 1961), amerikansk serietecknare för tidskriften The New Yorker.